# Charlotte Elizabeth Boyle
Charlotte Elizabeth Cavendish, marchesa di Hartington, nata Boyle, già VI baronessa Clifford (27 ottobre 1731 – Uppingham, 8 dicembre 1754), è stata una nobildonna inglese.

## Biografia

### Infanzia

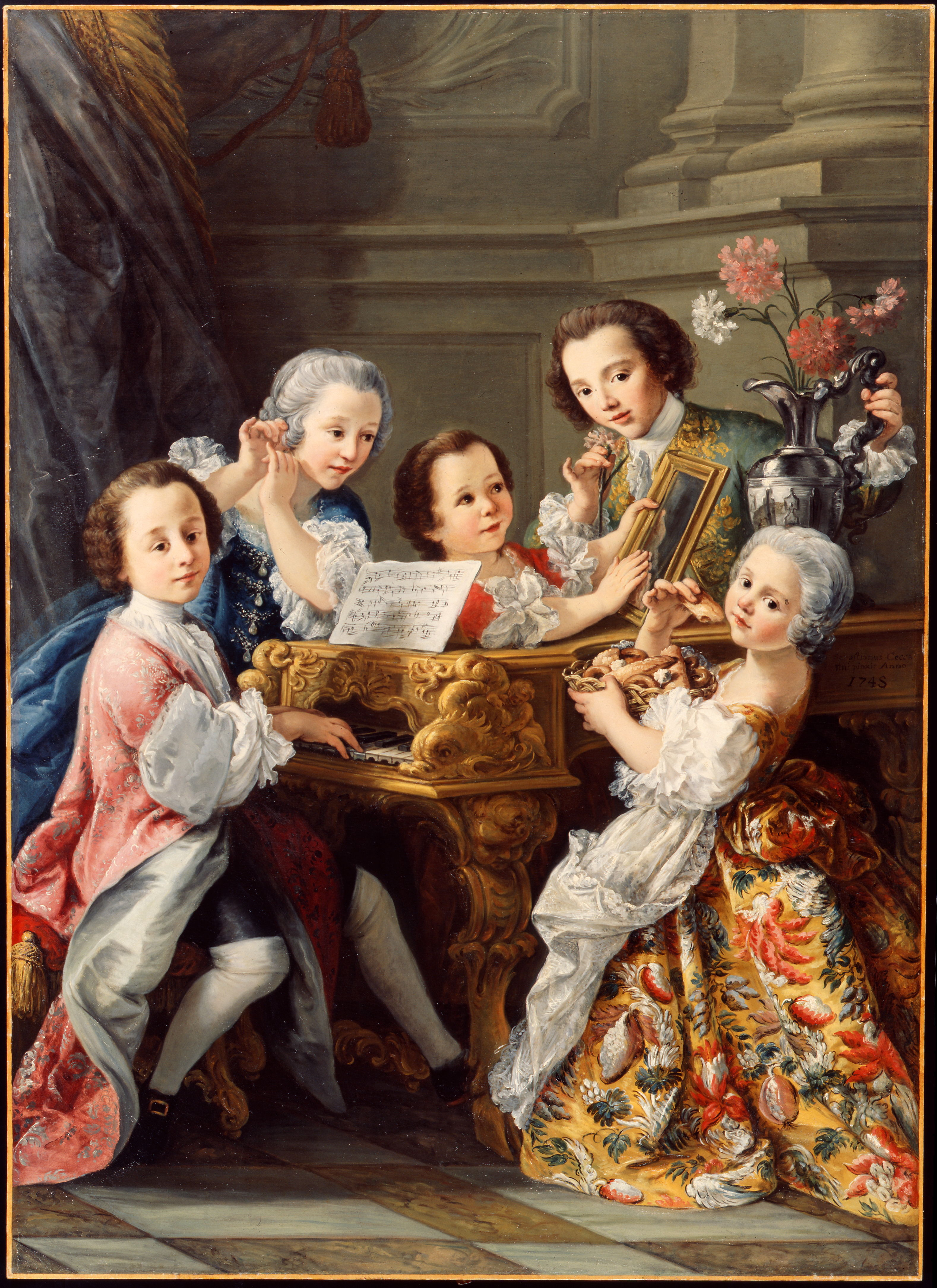
Ritratto dei figli del III Conte di Burlington come i cinque sensi di Sebastiano Ceccarini. Charlotte Elizabeth è l'ultima a destra

Era la figlia di Richard Boyle, III conte di Burlington, e di sua moglie Lady Dorothy Savile.

### Matrimonio

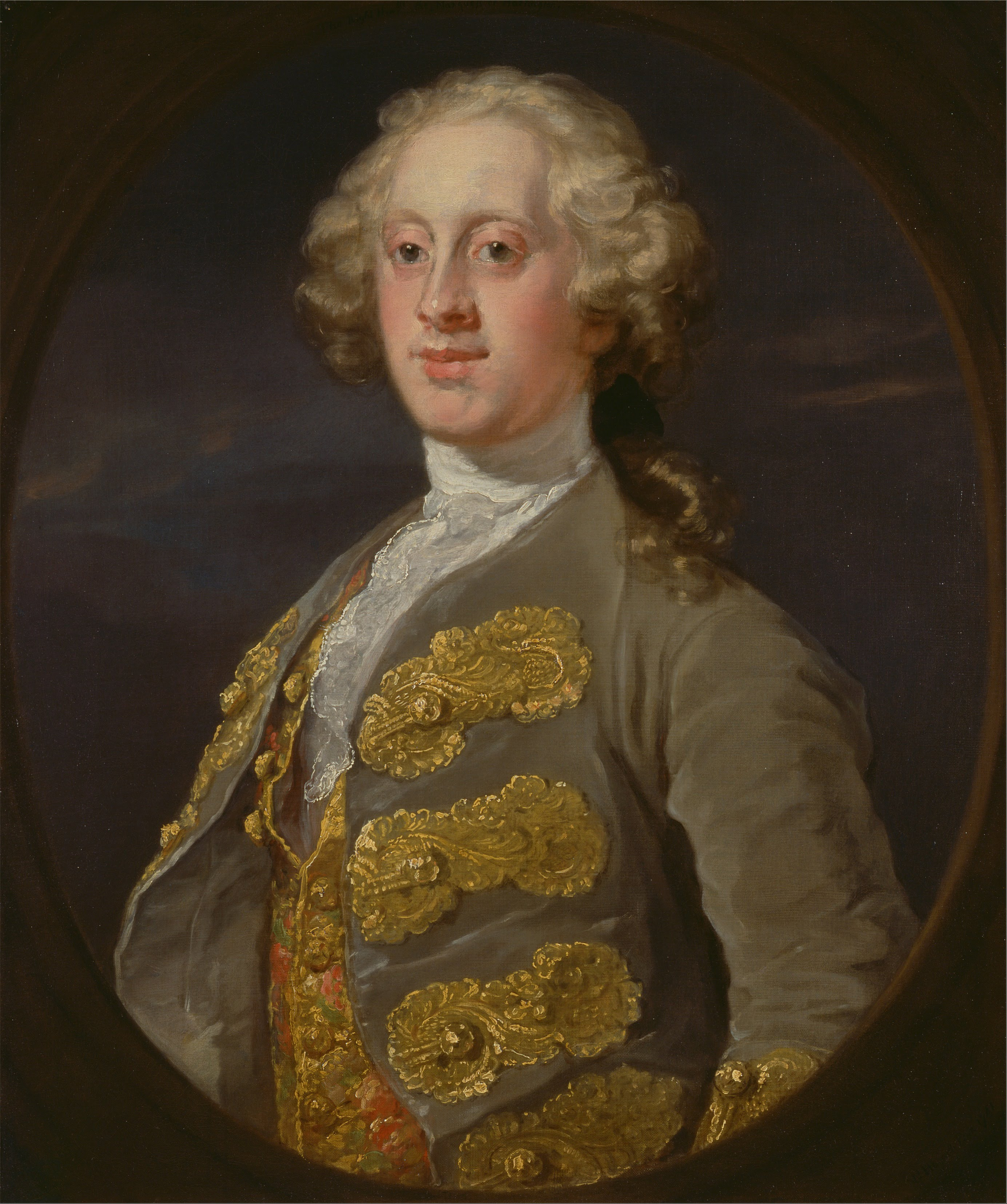
William Cavendish, IV duca di Devonshire ritratto da William Hogarth

Il 27 marzo 1748 a Pall Mall, Londra, sposò William Cavendish, IV duca di Devonshire. La coppia ebbe quattro figli.

### Morte

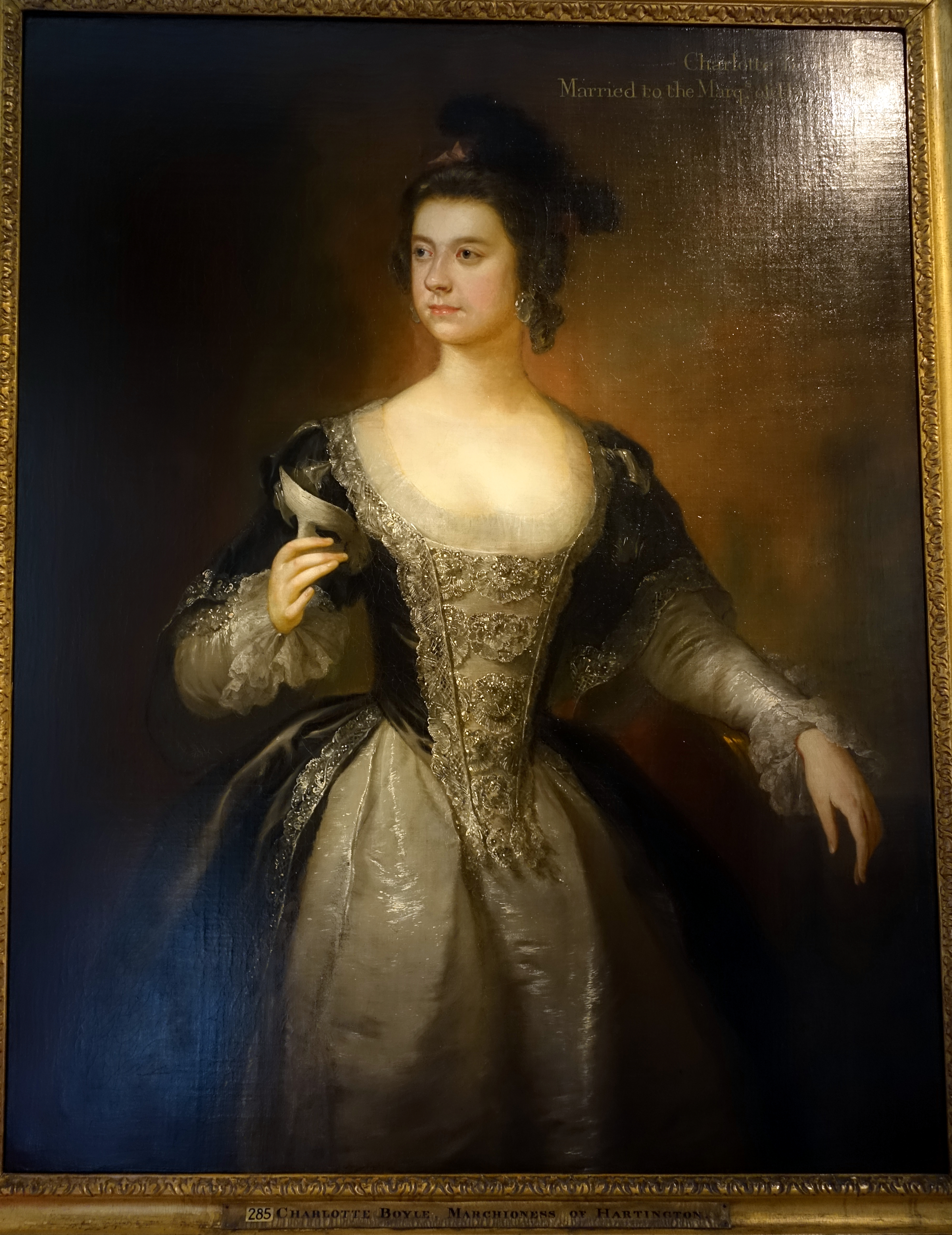
Un ritratto di Charlotte custodito a Chatsworth House, nel Derbyshire

Morì all'età di 23 anni a Uppingham, Rutland, di vaiolo.

## Discendenza
Dal matrimonio tra Lord Cavendish e Lady Charlotte Elizabeth nacquero:
- William Cavendish, V duca di Devonshire (1748–1811);
- Dorothy Cavendish (27 agosto 1750 – 3 giugno 1794). Sposò William Cavendish-Bentinck, III duca di Portland, il quale divenne poi primo ministro. Attraverso di lei, il IV Duca di Devonshire è antenato della regina Elisabetta II;
- Richard Cavendish (1752–1781);
- George Augustus Henry Cavendish, creato I conte di Burlington della seconda creazione (1754–1834). Il nipote di lord Burlington, William Cavendish, erediterà poi il titolo di Duca di Devonshire.

## Ascendenza
|                                           |                                          |                                           | Genitori                                 |  |  | Nonni |  |  | Bisnonni                                 |  |  | Trisnonni                                |  |
|                                           |                                          |                                           |                                          |  |  |       |  |  | 8. Charles Boyle, III visconte Dungarvan |  |  | 16. Richard Boyle, I conte di Burlington |  |
|                                           |                                          |                                           |                                          |  |  |       |  |  | 8. Charles Boyle, III visconte Dungarvan |  |  | 16. Richard Boyle, I conte di Burlington |  |
|                                           |                                          | 17. Elizabeth Clifford                    |                                          |  |  |       |  |  | 8. Charles Boyle, III visconte Dungarvan |  |  |                                          |  |
| 4. Charles Boyle, II conte di Burlington  |                                          |                                           |                                          |  |  |       |  |  | 8. Charles Boyle, III visconte Dungarvan |  |  |                                          |  |
|                                           |                                          | 9. Jane Seymour                           | 18. William Seymour, II duca di Somerset |  |  |       |  |  |                                          |  |  |                                          |  |
|                                           |                                          | 9. Jane Seymour                           | 18. William Seymour, II duca di Somerset |  |  |       |  |  |                                          |  |  |                                          |  |
|                                           |                                          | 9. Jane Seymour                           | 19. Frances Devereux                     |  |  |       |  |  |                                          |  |  |                                          |  |
| 2. Richard Boyle, III conte di Burlington |                                          | 9. Jane Seymour                           |                                          |  |  |       |  |  |                                          |  |  |                                          |  |
|                                           |                                          | 10. Henry Noel                            | 20. Baptist Noel, III visconte Campden   |  |  |       |  |  |                                          |  |  |                                          |  |
|                                           |                                          | 10. Henry Noel                            | 20. Baptist Noel, III visconte Campden   |  |  |       |  |  |                                          |  |  |                                          |  |
|                                           |                                          | 10. Henry Noel                            | 21. Hester Wotton                        |  |  |       |  |  |                                          |  |  |                                          |  |
| 5. Juliana Noel                           |                                          | 10. Henry Noel                            |                                          |  |  |       |  |  |                                          |  |  |                                          |  |
|                                           |                                          | 11. Elizabeth Wale                        | 22. William Wale                         |  |  |       |  |  |                                          |  |  |                                          |  |
|                                           |                                          | 11. Elizabeth Wale                        | 22. William Wale                         |  |  |       |  |  |                                          |  |  |                                          |  |
|                                           |                                          | 11. Elizabeth Wale                        | …                                        |  |  |       |  |  |                                          |  |  |                                          |  |
| 1. Charlotte Elizabeth Boyle              |                                          | 11. Elizabeth Wale                        |                                          |  |  |       |  |  |                                          |  |  |                                          |  |
|                                           | 12. George Savile, I marchese di Halifax | 24. William Savile, III baronetto         |                                          |  |  |       |  |  |                                          |  |  |                                          |  |
|                                           | 12. George Savile, I marchese di Halifax | 24. William Savile, III baronetto         |                                          |  |  |       |  |  |                                          |  |  |                                          |  |
|                                           | 12. George Savile, I marchese di Halifax | 25. Anne Coventry                         |                                          |  |  |       |  |  |                                          |  |  |                                          |  |
| 6. William Savile, II marchese di Halifax | 12. George Savile, I marchese di Halifax |                                           |                                          |  |  |       |  |  |                                          |  |  |                                          |  |
|                                           |                                          | 13. Dorothy Spencer                       | 26. Henry Spencer, I conte di Sunderland |  |  |       |  |  |                                          |  |  |                                          |  |
|                                           |                                          | 13. Dorothy Spencer                       | 26. Henry Spencer, I conte di Sunderland |  |  |       |  |  |                                          |  |  |                                          |  |
|                                           |                                          | 13. Dorothy Spencer                       | 27. Dorothy Sidney                       |  |  |       |  |  |                                          |  |  |                                          |  |
| 3. Dorothy Savile                         |                                          | 13. Dorothy Spencer                       |                                          |  |  |       |  |  |                                          |  |  |                                          |  |
|                                           |                                          | 14. Daniel Finch, VII conte di Winchilsea | 28. Heneage Finch, I conte di Nottingham |  |  |       |  |  |                                          |  |  |                                          |  |
|                                           |                                          | 14. Daniel Finch, VII conte di Winchilsea | 28. Heneage Finch, I conte di Nottingham |  |  |       |  |  |                                          |  |  |                                          |  |
|                                           |                                          | 14. Daniel Finch, VII conte di Winchilsea | 29. Elizabeth Harvey                     |  |  |       |  |  |                                          |  |  |                                          |  |
| 7. Mary Finch                             |                                          | 14. Daniel Finch, VII conte di Winchilsea |                                          |  |  |       |  |  |                                          |  |  |                                          |  |
|                                           |                                          | 15. Essex Rich                            | 30. Robert Rich, III conte di Warwick    |  |  |       |  |  |                                          |  |  |                                          |  |
|                                           |                                          | 15. Essex Rich                            | 30. Robert Rich, III conte di Warwick    |  |  |       |  |  |                                          |  |  |                                          |  |
|                                           |                                          | 15. Essex Rich                            | 31. Anne Cheeke                          |  |  |       |  |  |                                          |  |  |                                          |  |
|                                           |                                          | 15. Essex Rich                            |                                          |  |  |       |  |  |                                          |  |  |                                          |  |